# Tartu bispedømme
Tartu bispedømme (estisk: Tartu piiskopkond, nedertysk: Bisdom Dorpat, latin: ecclesia Tarbatensis) var en middelalderlig fyrstemagt og et katolsk bispedømme (fyrstbiskop) i Terra Mariae fra 1224 til 1558 omfattede de estisk befolkede områder Ugandi og Vaigas sydlige del, med en samlet størrelse på omkring 9600 km².

## Oprettelse
Tartu bispedømme blev oprettet efter, at Tartu (tysk: Dorpat) i 1224 var blevet undertvunget af biskoppen af Riga (estisk: Riia piiskop) og Sværdbroderordenen (estisk: Mõõgavendade ordu). I årene 1223–1224 havde biskoppen holdt til i Otepää. Stillingen som Tartu biskop blev oprettet den 6. november 1235, indtil da var biskoppen officielt biskop af Lihula. Dette eftersom den første biskop i Tartu, Hermann von Buxthövden, var broder til biskoppen i Riga Albert von Buxthövden, tidligere udnævnt til biskop af Lihula, men efter erobringen af området i stedet udpeget til biskop over Ugandi. Paven bekræftede imidlertid først den nye stillingsbetegnelse ti år senere, da biskoppen over Øsel-Wiek bispedømme (estisk: Saare-Lääne piiskop) havde indrettet sig i Lihula.

## Forvaltning
Biskoppen var på samme tid verdsligt og åndeligt overhoved. Biskoppens verdslige forvaltningsområde og stift (estisk: diötsees, det kirkelige forvaltningsområde) havde uens afgrænsninger. Under biskoppen af Tartus kirkelige forvaltningsområde hørte tillige len under Den Liviske Orden i det sydøstlige og mellemste Estland. Bispedømmets hovedsæde lå i Tartu, hvor bispeborgen (estisk: piiskopilinnus) og domkirken (estisk: toomkirik) lå på Toomemägi (oversat: dombjerget).
Sine kirkelige beføjelser udførte biskoppen gennem synoder og visitationer. Sine verdslige beføjelser udførte biskoppen med bistand fra det rådgivende domkapitel (estisk: toomkapiitel), der som sin vigtigste rettighed havde valget af biskop. Kandidaten til biskopembedet skulle godkendes af paven, der imidlertid ikke behøvede at tage hensyn til domkapitlets indstilling. Ved forvaltningen af kirkens økonomiske forhold var biskoppens vigtigste medhjælper domprovsten (estisk: toompraost). Den verdslige og militære forvaltning blev ordnet af stiftsfogden (estisk: stiftifoogt).
Halvdelen af bispedømmets kirkelige forvaltningsområde var len under Den Liviske Orden.
De vigtigste fæstninger i Tartu bispedømme var Otepää biskopborg (estisk: Otepää piiskopilinnus), Vastseliina biskopborg (estisk: Vastseliina piiskopilinnus) og Kirumpää biskopborg (estisk: Kirumpää piiskopilinnus). Af disse udgjorde Otepää det ene historiske midtpunkt i Ugandi ved siden af Tartu, og var tillige bispedømmets første borg bygget af sten (de tidligste stenanlæg opførtes 1224 eller muligvis allerede 1223). Borgene Kirumpää og Vastseliina lå på den historisk betydningsfulde handels- og invasionsvej mellem Tartu og Pskov (estisk: Pihkva) og var opført med henblik på dennes beskyttelse og forsvar. Ved floden Emajõgi, der forbandt Peipsi-søen (estisk: Peipsi järv) og Tartu, opførtes to stenfæstninger: Gamle og Nye Kastre (estisk: Vana-Kastre og Uus-Kastre). Ved det nedre løb af Amme å (estisk: Amme jõgi) nær den historiske landevej mellem Tartu og Põltsamaa lå det stærkt befæstede kloster Valkena (tysk: Falkenau, estisk: Kärkna klooster).
Bispedømmets jordejendomme var overvejende forlenet til biskoppens vasaller, hvis vigtigste opgave var at tjene biskoppen i hæren. Med tiden voksede vasallernes politiske betydning, og de opnåede en stadig større selvstændighed i forhold til biskoppen.
I kirkelig henseende hørte biskoppen i Tartu under ærkebiskoppen i Riga (estisk: Riia peapiiskop) og gennem denne under paven i Rom, i verdslig henseende var han imidlertid den tysk-romerske kejsers vasal og hørte således til de tyske rigsfyrster og var som sådan fyrstbiskop.
Tartu var en hansastad.

## Udenrigspolitik
I 1242 blev daværende biskop Hermann med sine ugandiske undersåtter slået af Republikken Novgorod under ledelse af fyrst Alexander Nevskij i Slaget på Peipsi-søen.
Omkring 1268 kaldte daværende biskop af Tartu, Fredrik, sig tillige "Biskop af Karelien", omend baggrunden for denne titel er uklar.
I slutningen af det 14-de århundrede blev Dietrich Damerow biskop i Tartu. Han var en svoren modstander af Den Liviske Orden og dannede et forbund vendt imod dette med Storfyrstendømmet Litauen, Mecklenburg-Schwerin og Fetaljebrødrene (en berygtet sørøvergruppe, der holdt til på Gotland og huserede i Østersøen). Han bad endog Kong Richard 2. af England om at tage Tartu under sin beskyttelse. Som svar herpå invaderede Den Liviske Orden bispedømmet i 1379 men uden fremgang. Ved konfliktens afslutning måtte Den Liviske Orden opgive sit krav om, at bispens vasaller fremover skulle deltage i militære felttog.

## Afviklingen
I midten af det 16. århundrede udvikledes en konflikt mellem Tartu bispedømme og Storfyrstendømmet Moskva (estisk: Moskva suurvürstiriik) om Tartus skatter. Ivan den Grusomme (estisk: Ivan Julm) krævede betaling af skatter, som Tartu skulle have lovet Jaroslav den Kloge (estisk: Jaroslav Tark), men som så vidt vides aldrig var blevet betalt. Ivan krævede nu betaling for alle mellemværende år. Biskoppen nægtede dette, hvilket fik Ivan til at starte den livlandske krig (estisk: Liivi sõda), hvorunder Den Liviske Orden blev slået og ødelagt.
Bispedømmet stoppede sit virke midt under Den Liviske Krig, da hærenheder fra Storfyrstendømmet Moskva den 18. juli 1558 besatte Tartu. Samme år besatte Moskva tillige bispedømmets øvrige områder.

## Fyrstbiskopper i Tartu
- 21. Juli 1224 til 1247: Hermann I. von Buxthoeven
- 1247 til 26. Juli 1251 ubesat
- 26. Juli 1251 til 10. September 1263: Bernhard I.
- 10. September 1263 til 18. Februar 1268: Alexander
- 1268 til 4. December 1288: Friedrich von Haseldorf
- 1289–1302?: Bernhard II.
- 1303–1312: Dietrich II. Fischhausen-Vyshusen
- 14. Januar 1313 til 1323: Nikolaus
- 26. November 1323 til 18. Oktober 1341: Engelbert von Dolen († 1347)
- 27. September 1342 til 1344: Wescelus
- 23. Oktober 1346 til 1373: Johannes I. Funfhausen alias Viffhusen
- 5. September 1373 til 1377: Heinrich I. von Velde
- 5. August 1379 til 2. Juli 1400: Dietrich III. Theoderich Damerow
- 15. December 1400 til 1410: Heinrich II. von Wrangel
- 7. Januar 1411 til 1413: Bernhard III. von Bülow
- 14. April 1413 til marts 1441: Dietrich IV. Theoderich Retzler (Reskler)
- 17. Marts 1442 til 1459: Bartholomäus Savijerwe († 1461)
- 10. December 1459 til 23. Marts 1468: Helmich von Mallinkrodt († ca. 1485)
- 5. December 1468 til Februar 1473: Andreas Peper (Pepler)
- 6. Juni 1473 til Februar 1485: Johannes II. Bertkow
- 18. Juli 1485 til 1498: Dietrich V. Hake
- 20. Marts 1499 til 1505: Johannes III. von der Rope
- 22. December 1505 til 1513: Gerhard Schrove
- 1513: Johannes IV. Duesborg (Duisburg)
- 1514: Bernhard IV.
- 30. Oktober 1514 til 15. April 1518: Christian Bomhower
- 14. Juni 1518 til 9. September 1527: Johannes V. Blankenfeld (tillige ærkebisp i Riga)
- 16. August 1528 til Mai 1543: Johannes VI. Bey
- 21. April 1544 til 18. April 1551: Jobst von der Recke († 1567)
- 25. Juni 1554 til 18. Juli 1558: Hermann II. Wesel († 1563)

## Navngivning
På ældre kort bærer Tartu bispedømmes områder navnet Odenpoa (også Oldenpoa). Odenpoa er en latinisering af Otepää i formen Odenpe.